# Jan Vilímek
Jan Vilímek (1. ledna 1860 Žamberk – 15. dubna 1938 Vídeň) byl český ilustrátor a malíř. V 80. letech 19. století se zaměřil na portréty významných českých i zahraničních osobností (Karel Kovařovic, Ladislav Quis, Josef Dobrovský, Michał Hórnik a další), které publikoval v Humoristických listech a Světozoru. Mnohé z nich vyšly souhrnně v knize České album, kterou vydal jeho strýc Josef Richard Vilímek starší. Později se přestěhoval do Vídně, kde portrétoval osobnosti spojené s divadlem, zejména v časopise Der Humorist. Za 1. světové války v něm uveřejňoval portréty rakouských a německých vojevůdců.

## Život a rodina
Jan Vilímek, pokřtěný Jan Augustin, se narodil 1. ledna 1860 v Žamberku č. 86 Janu Josefu Vilímkovi, toho času hostinskému v Žamberku č. 86 a Josefě roz. Suchánkové z Vamberka. Otec Jan Josef Vilímek se do Žamberka přistěhoval v roce 1859 ze sousedního Vamberka, kde byl mlynářem na mlýnu čp. 171. Jan a Josefa byli oddáni ve Vamberku dne 5. ledna 1849. Josefa Suchanková byla dcera Václava Suchanka, hostinského v panském domě č. 26 ve Vamberku. Jan Vilímek měl bratry Josefa a Oldřicha a sestry Boženu a Josefu. Když otec Jan Vilímek dne 5. 9. 1878 zemřel v Kateřinském špitálu v Žamberku, přestěhovala se rodina do Prahy. Zde Jan vystudoval pražskou malířskou akademii.
Jan Josef Vilímek starší se narodil 19. 5. 1820 na mlýnu v Koldíně č. 15 u Chocně Josefu Vilímkovi, mlynáři z Častolovic (3. 2. 1778 – 10. 12. 1856) a Magdaléně Minařové ze Skořenic (1. 1. 1795 – 14. 3. 1853). Oddáni byli dne 15. 1. 1815 v Koldíně, patřícím k choceňské faře. Na mlýnu v Koldíně se narodily děti Josef (20. 12. 1816 – 10. 1. 1834), Anna (21. 4. 1818) a Jan. Další děti se narodily již ve Vamberku na horním mlýnu č. 171, a to syn František (17. 10. 1824 – 27. 10. 1836), syn Václav (13. 2. 1829) a Josef (1. 4. 1835 – 27. 11. 1911).
Syn Václav Vilímek se oženil 11. 4. 1853 ve Vamberku s Terezií Krskovou a pokračoval v mlynářském řemesle na mlýnu č. 81 ve Vamberku. Syn Josef Vilímek, který později přijal jméno Josef Richard Vilímek, se oženil dne 10. 11. 1857 ve Vamberku s Annou Zabrodskou, dcerou hostinského z Vamberka.
Jan Augustin Vilímek se 21.5.1896 oženil v Heřmínovech s Albertinou, dcerou Wilhelma Weisera, chalupníka z Heřmínov.

## Galerie portrétů od J. Vilímka

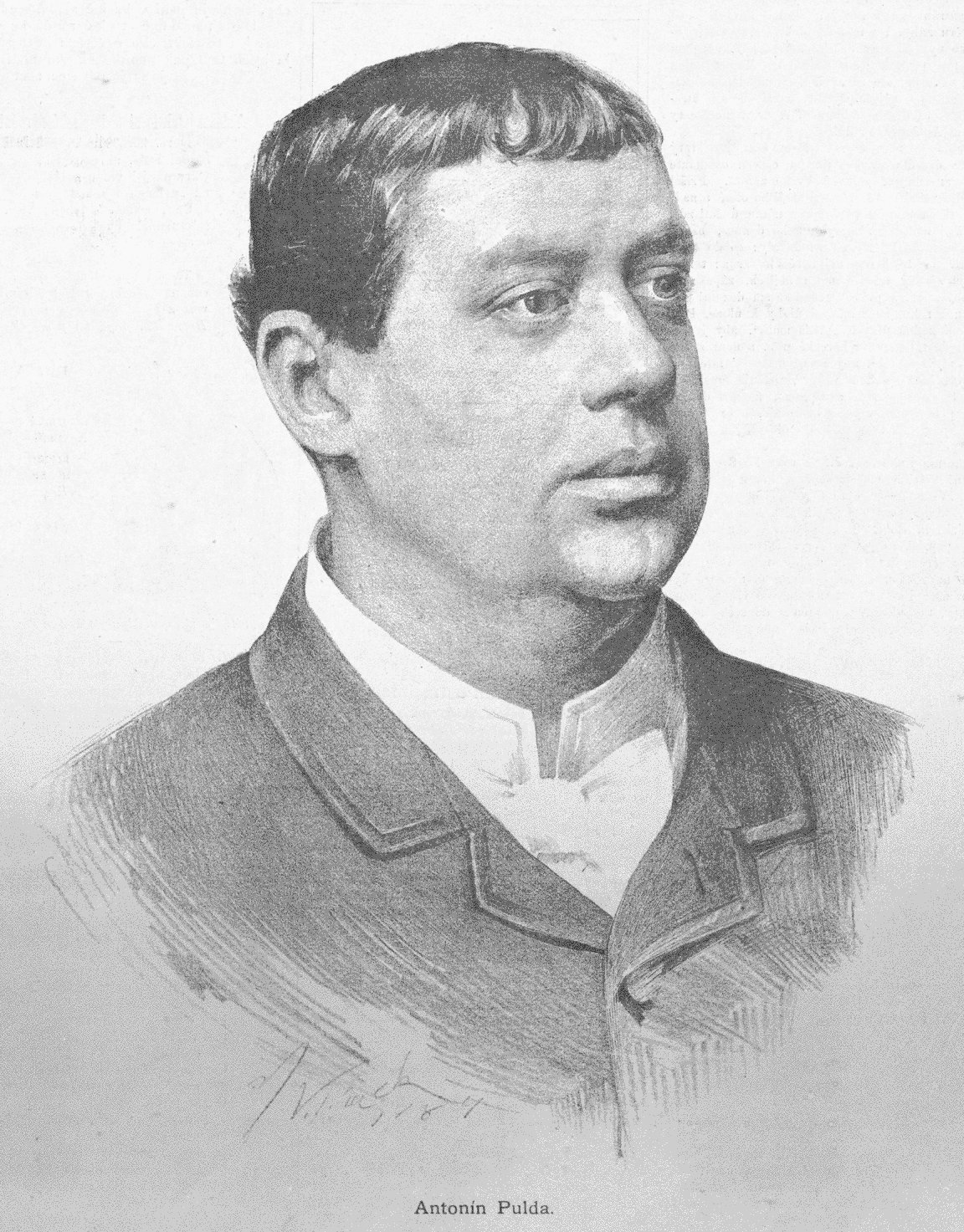
Antonín Pulda
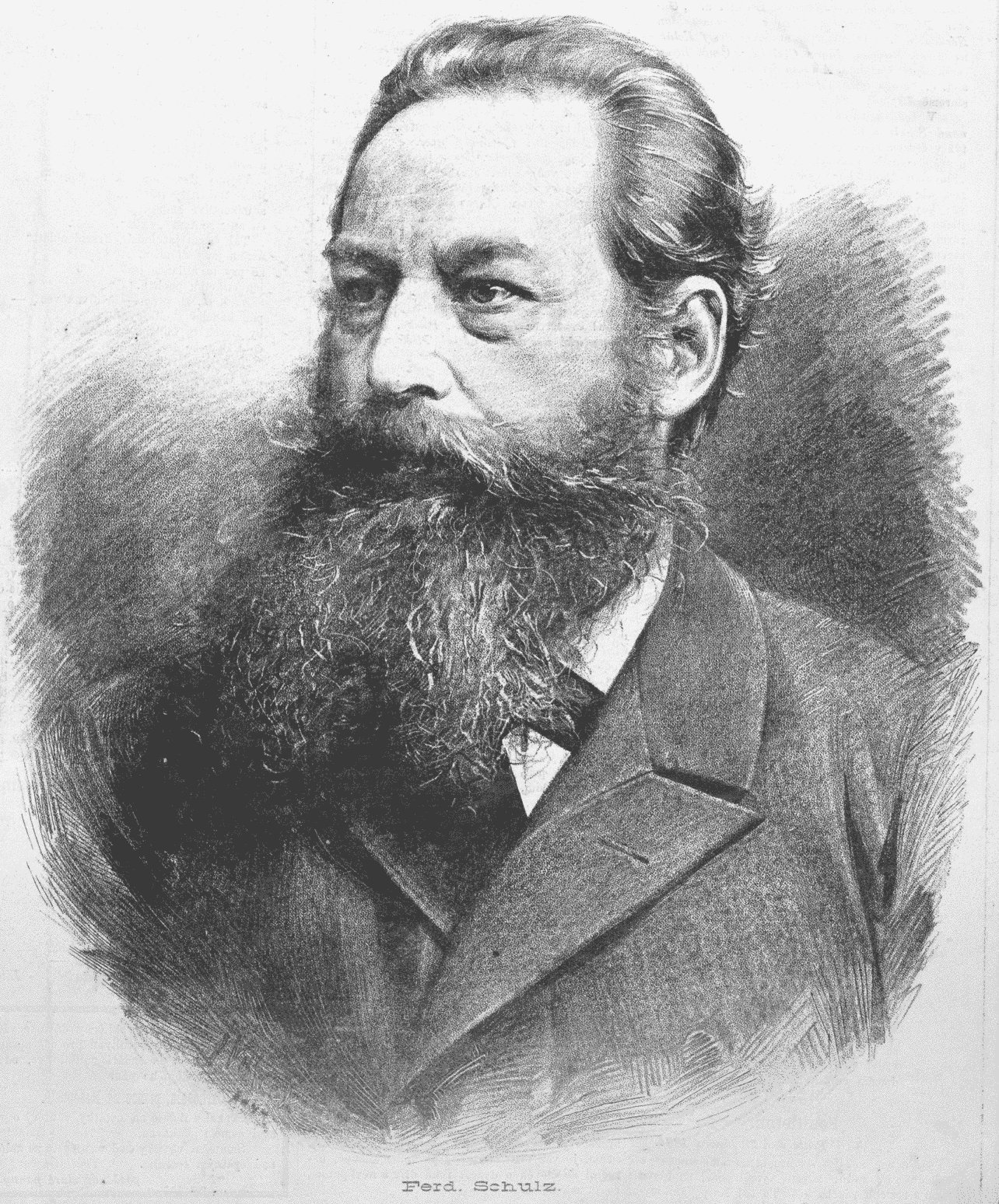
Ferdinand Schulz
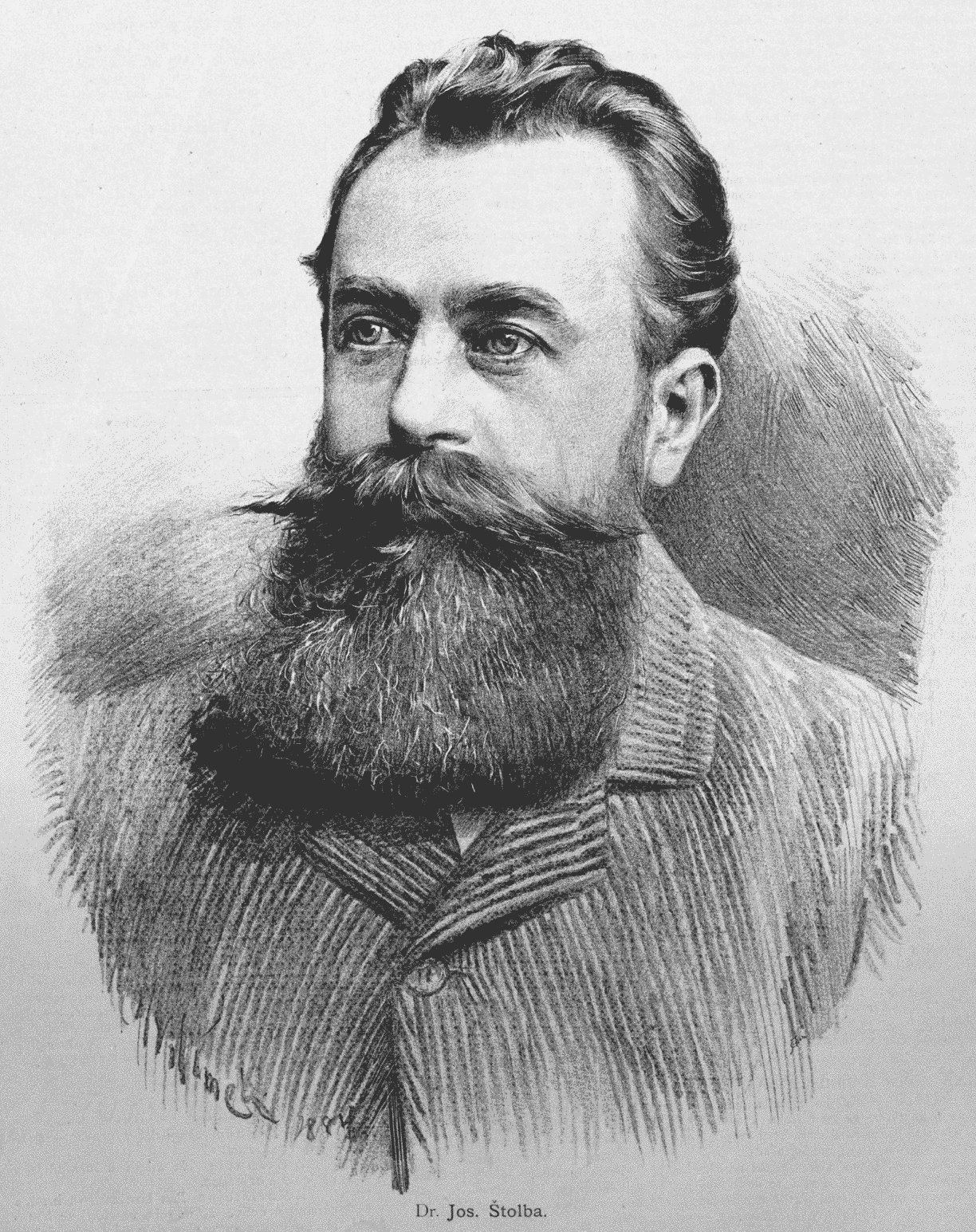
Josef Štolba
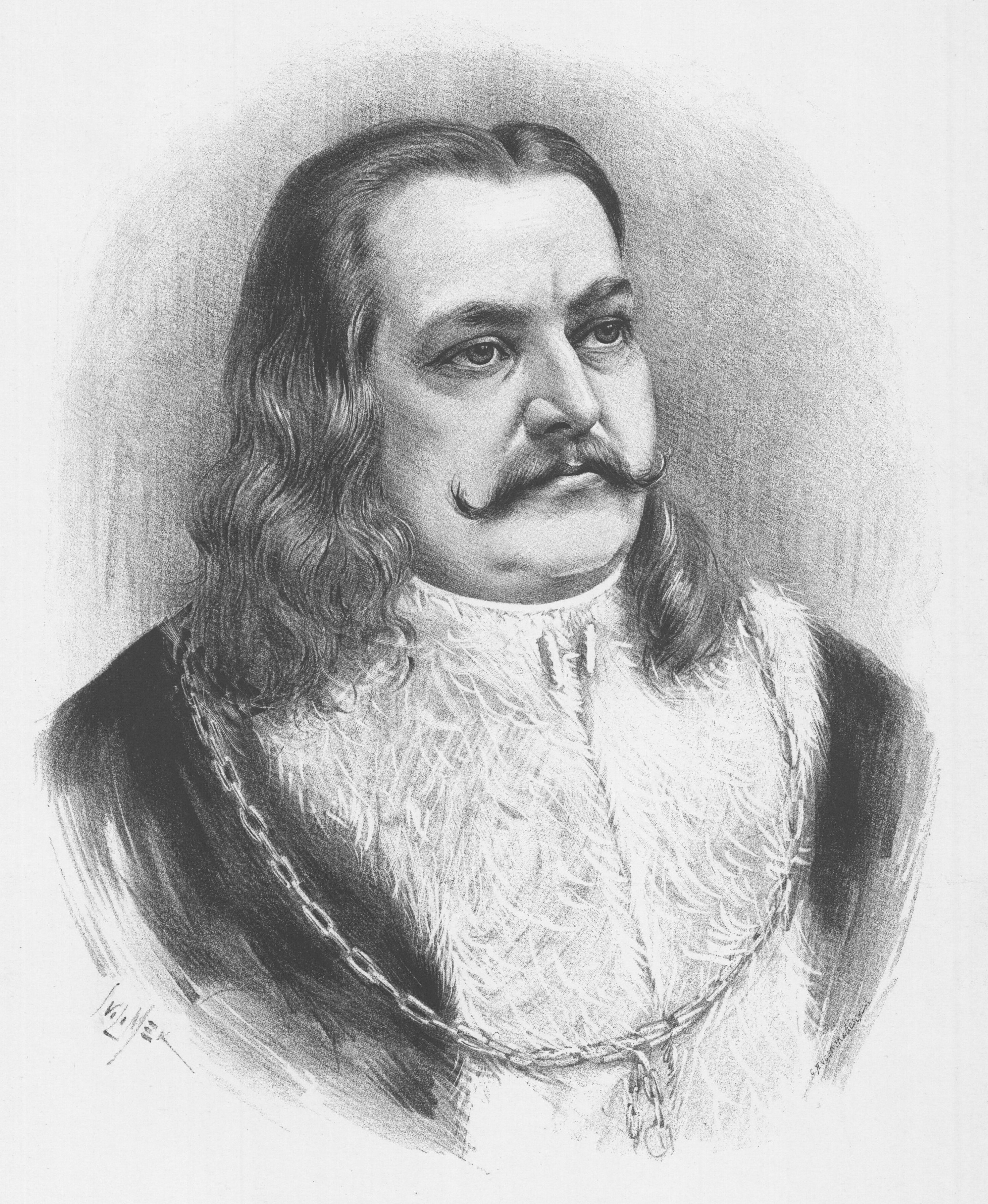
Jiří z Poděbrad
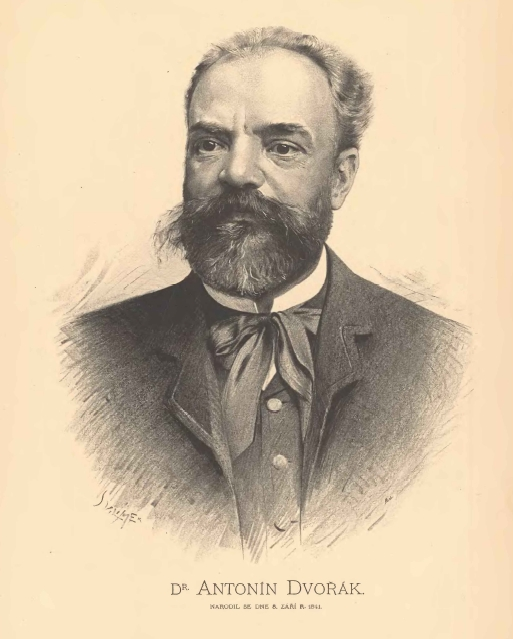
Antonín Dvořák
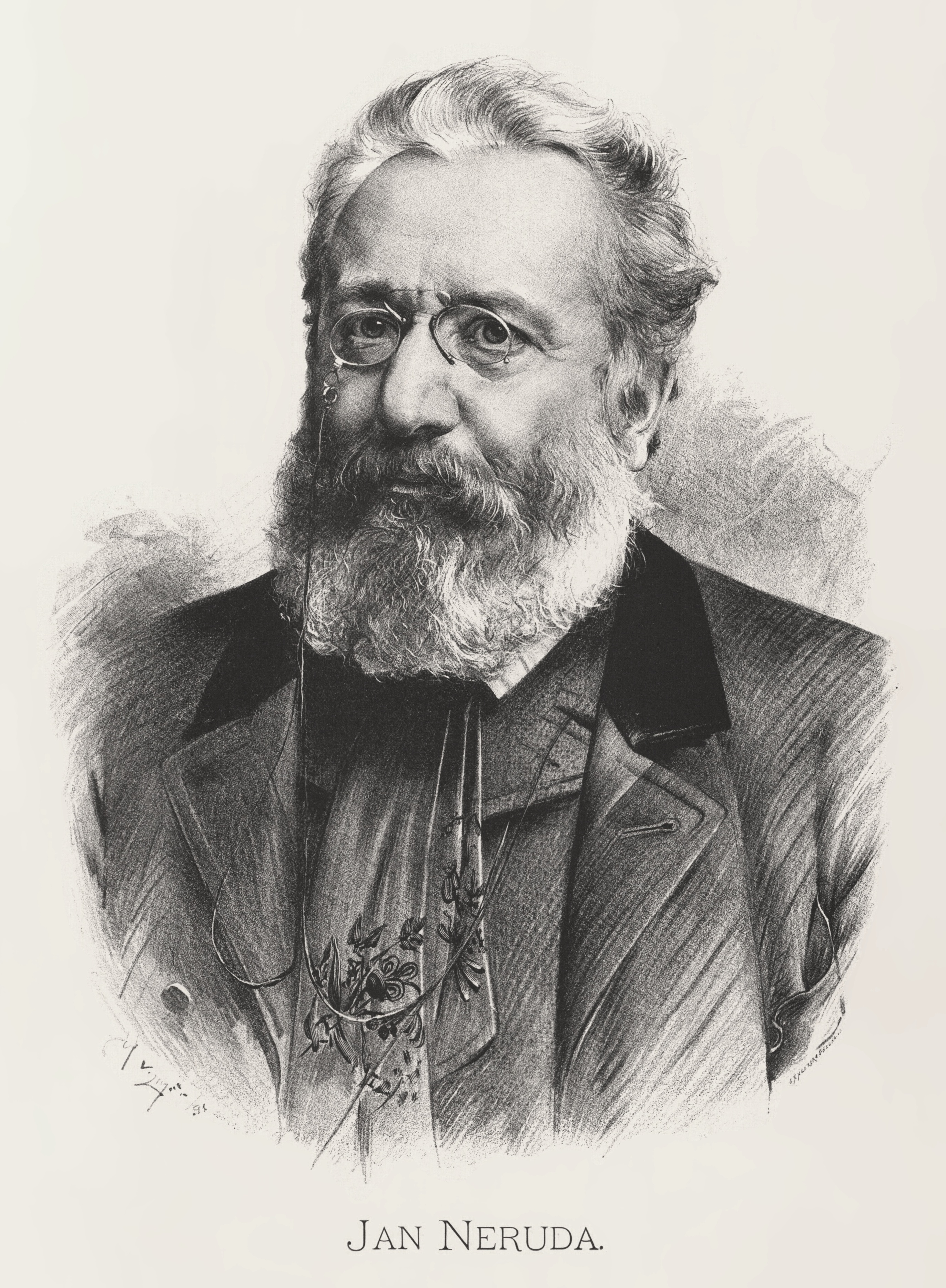
Jan Neruda
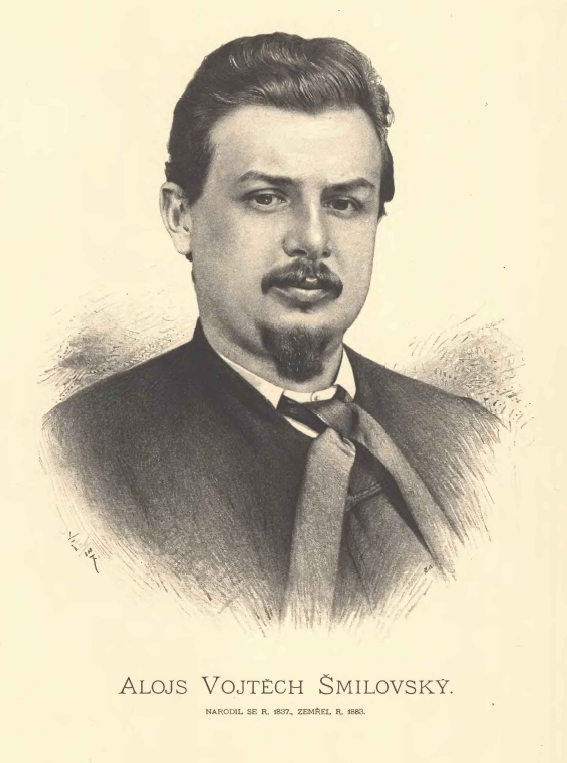
Alois Vojtěch Šmilovský
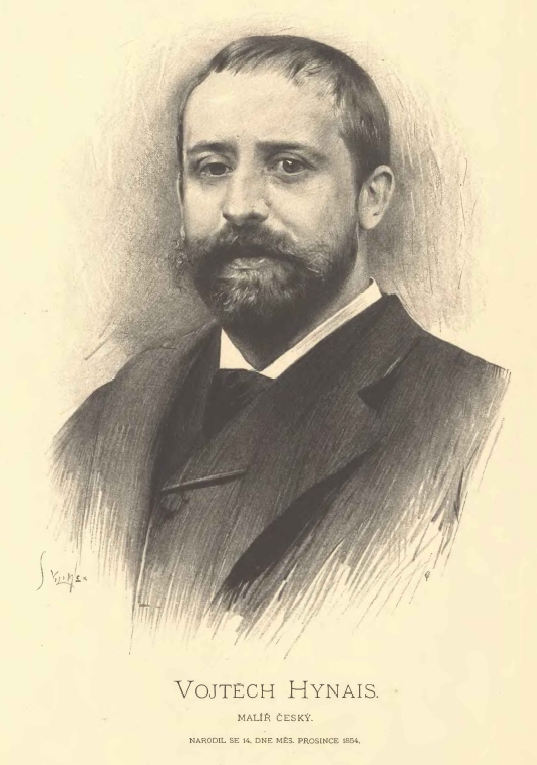
Vojtěch Hynais
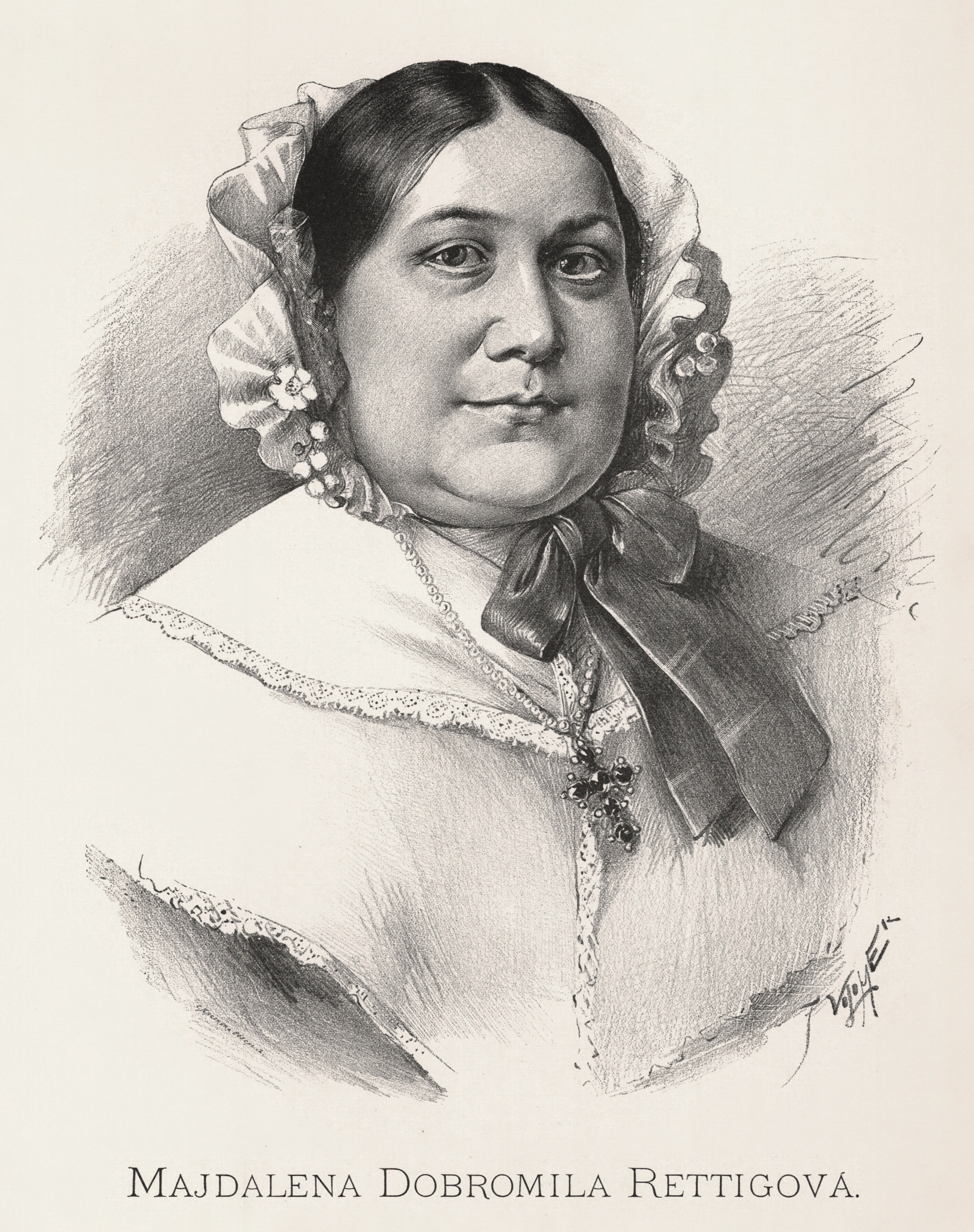
Magdalena Dobromila Rettigová
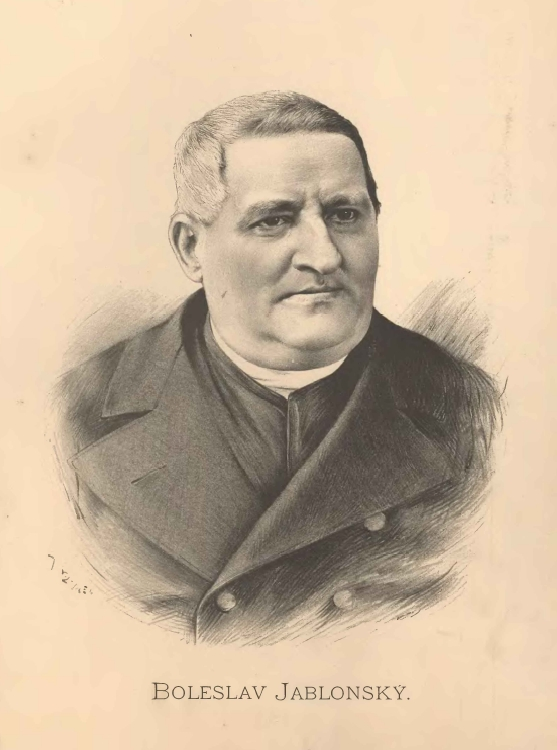
Boleslav Jablonský
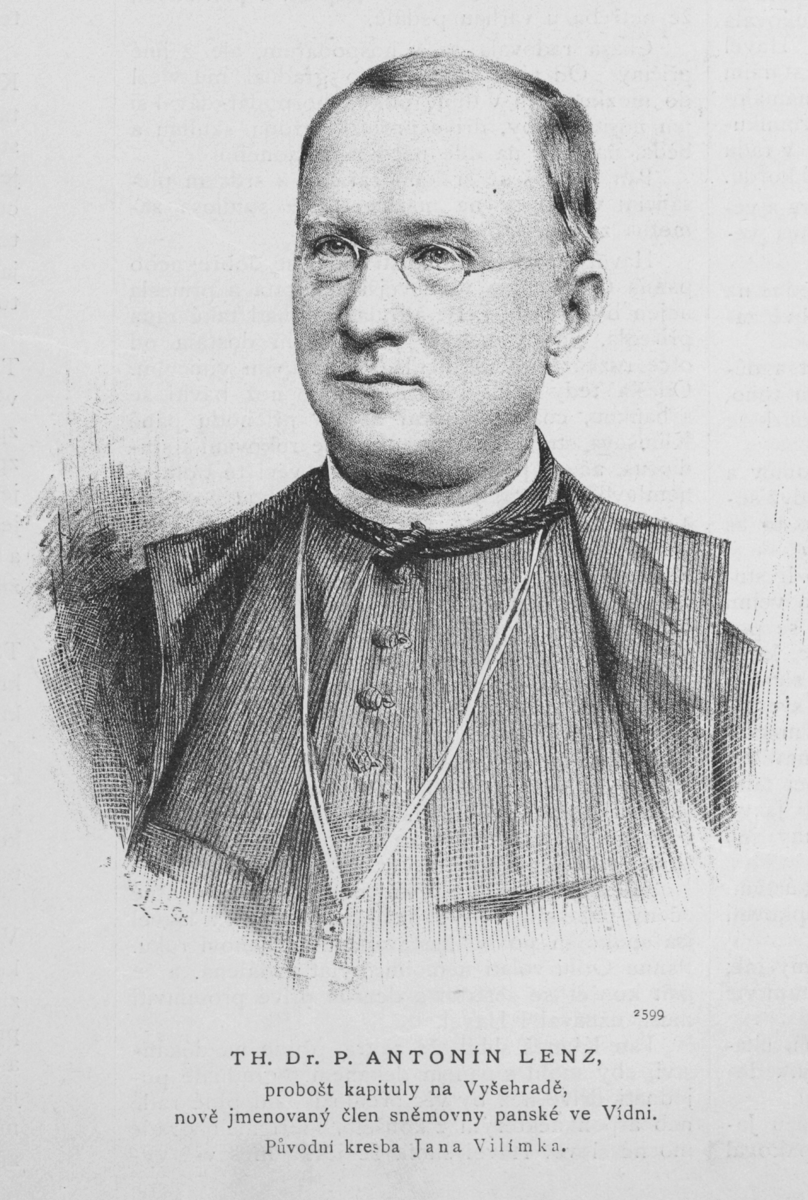
Antonín Lenz
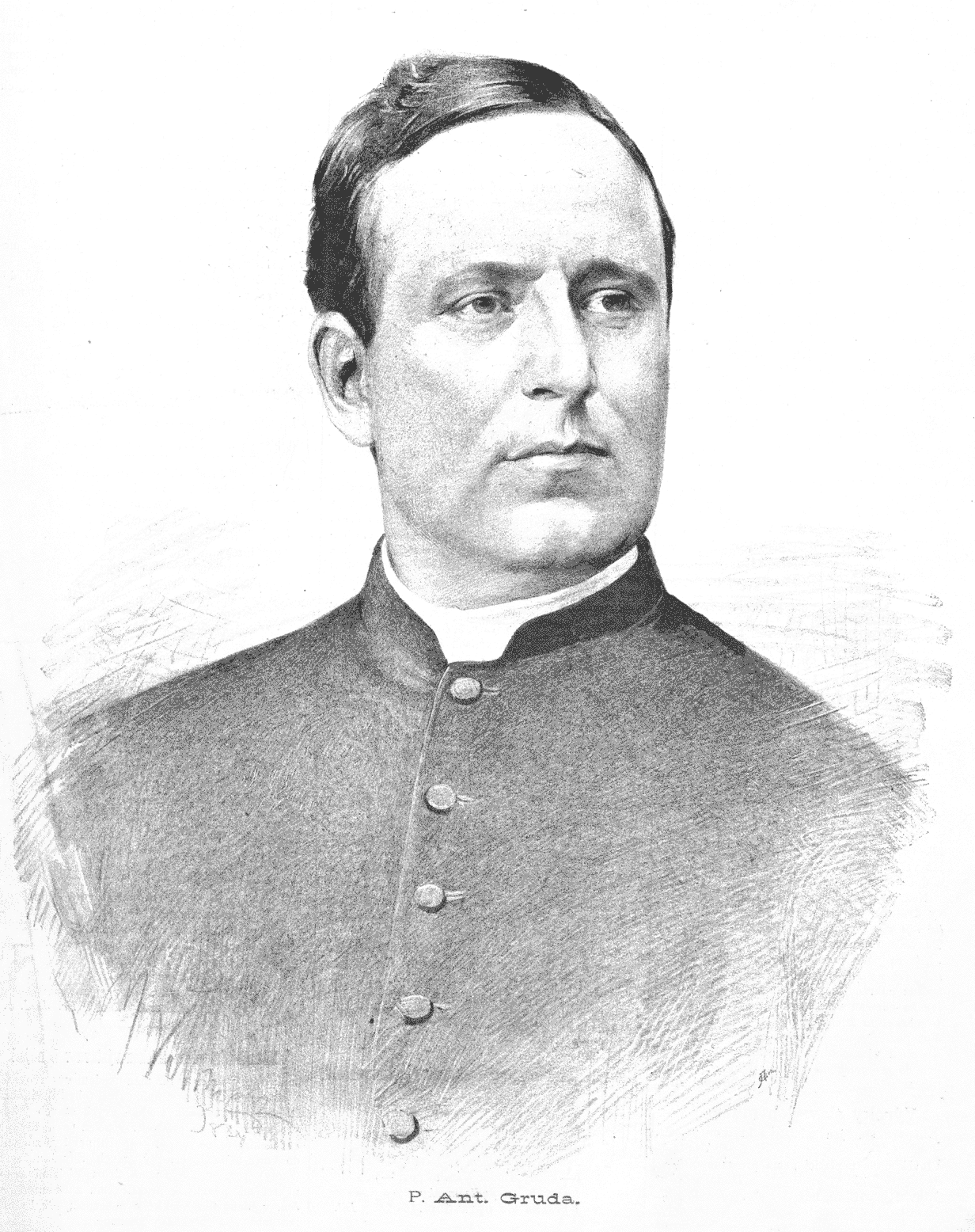
Antonín Gruda
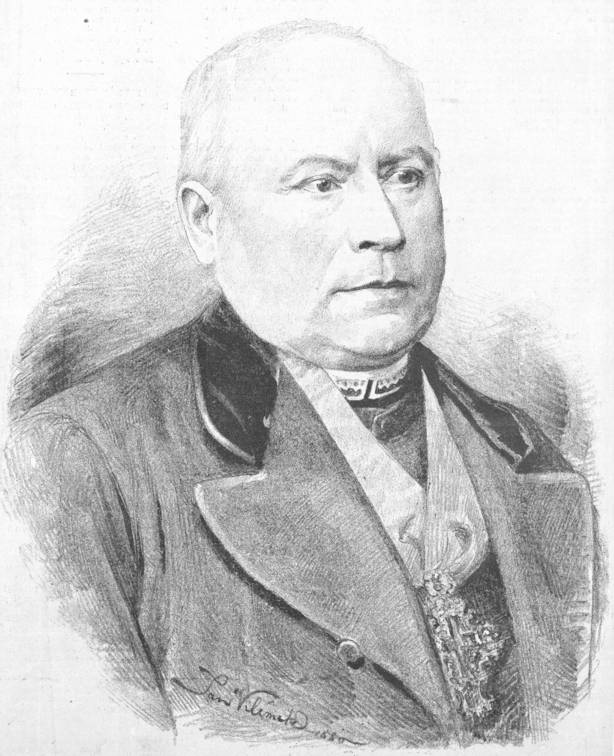
Josef Ehrenberger
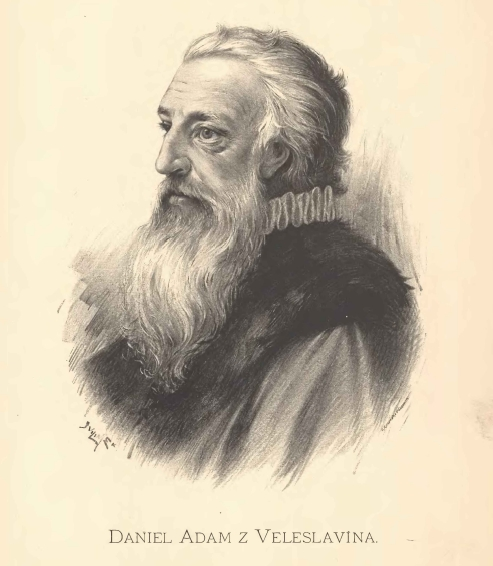
Daniel Adam z Veleslavína
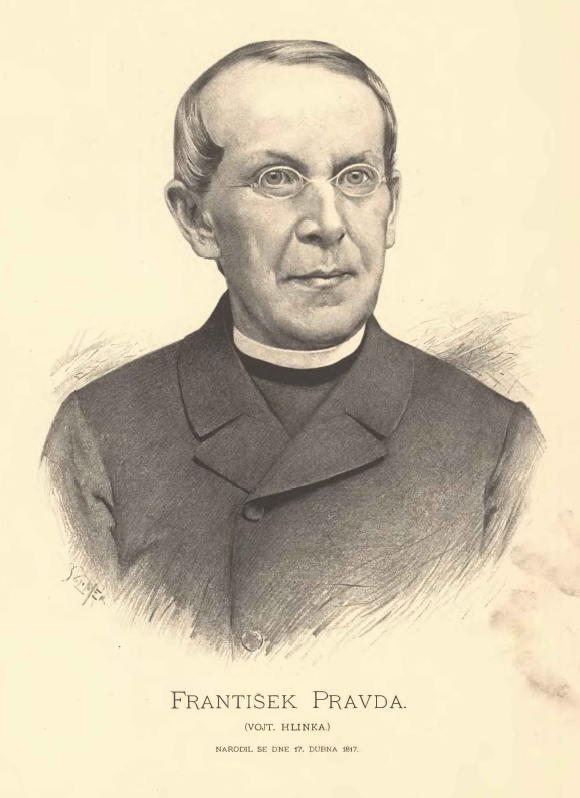
František Pravda
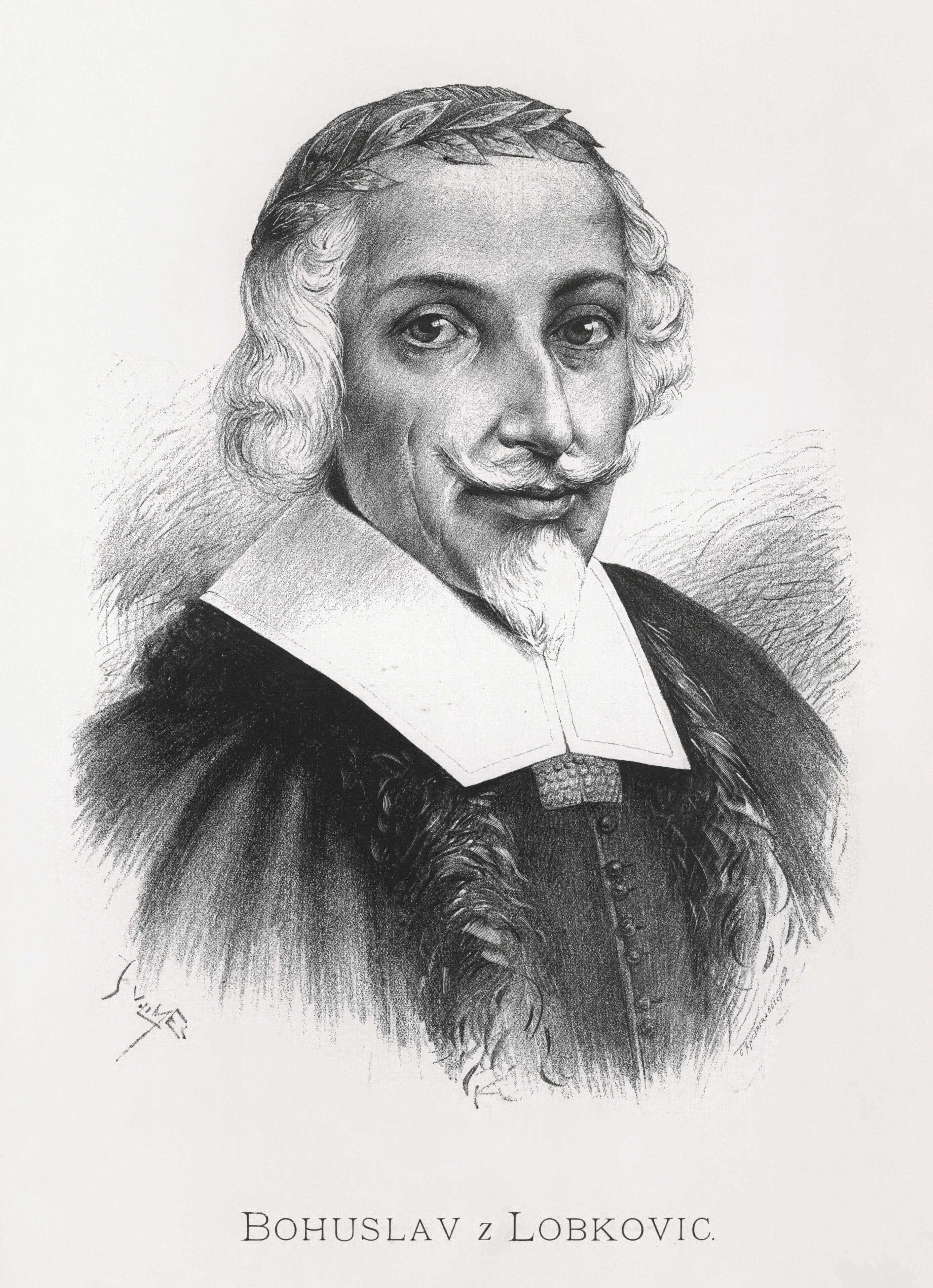
Bohuslav Hasištejnský z Lobkovic